# فريد حبيب
فريد حبيب (8 يناير 1935  - 31 مايو 2012 )، سياسي لبناني. ينتمي على عكس أغلب أعضاء القوات الموارنة إلى طائفة الروم الأرثوذكس. هو حاصل على شهادة في الأدب، وعمل في عدة شركات نفطية. كما كان عضوًا في لقاء قرنة شهوان. انتخب بعام 2005 نائبًا في البرلمان عن أحد المقاعد الأرثوذكسية في دائرة الشمال الثانية، بينما انتخب بعام 2009 نائبًا عن دائرة الكورة.

## حياته الأسرية
متزوج من مري جميل فياض، ولهما من الأبناء:
- زياد.
- لارا.